# Codeguín
El codeguín es un tipo de embutido fresco cuyo ingrediente principal es el cerdo pero también puede hacerse con cerdo y carne vacuna. También puede tener otros ingredientes como cuero crudo de cerdo picado, sal, especias y vino blanco.